# Finales NBA
Les Finales NBA sont les finales de la National Basketball Association et la conclusion des Playoffs NBA lors de chaque mois de juin. Cette série était dénommée NBA World Championship Series jusqu'en 1986.
La série se dispute entre le vainqueur de la finale de la Conférence Est et le vainqueur de la finale de la Conférence Ouest. À l'issue de cette finale, le vainqueur reçoit le trophée Larry O'Brien (le vainqueur de 1964 à 1984 recevait le trophée Walter A. Brown). Les Finales NBA se déroulent depuis la première saison BAA en 1947.
De 1985 à 2013, les Finales NBA se jouent au meilleur des sept matchs, dans un format « 2–3–2 » pour limiter les trajets. L'équipe avec le meilleur bilan en saison régulière possède l'avantage du terrain (les deux premières rencontres, la sixième et la dernière rencontre sont jouées sur le parquet de la mieux classée) en regard de leur classement respectif. Fin 2013 est annoncé le retour au format « 2-2-1-1-1 » : l'équipe disposant de l'avantage du terrain joue deux matches à domicile et deux à l'extérieur puis un à domicile (si besoin), un à l'extérieur (si besoin) et un à domicile (si besoin). Le format 2-2-1-1-1 était précédemment en vigueur de 1957 à 1984 (sauf en 1978). Ce changement doit mieux équilibrer les Finales, car avec le 2-3-2, l’équipe recevant en premier était couronnée dans 72,4 % des cas, car gagner trois matchs à domicile était difficile,.
En 2016, les Cavaliers de Cleveland deviennent la première équipe de l'histoire de la NBA à l'emporter 4-3 après avoir été menés 1-3 en Finale NBA, et offrent ainsi à Cleveland le premier titre de leur histoire.
En 2019, les Raptors de Toronto deviennent la première équipe canadienne à remporter le titre NBA après leur victoire 4-2 face aux Warriors de Golden State pour leur première participation aux finales.

## Participation aux finales
Ces statistiques font référence aux victoires et défaites en série.
| Total | Équipe                                       | V  | D  | Pourcentage | Dernière finale | Dernier titre | Notes |
| ----- | -------------------------------------------- | -- | -- | ----------- | --------------- | ------------- | --- |
| 32    | Lakers de Los Angeles                        | 17 | 15 | 53,1 %      | 2020            | 2020          | 5–1 en tant que Lakers de Minneapolis ; deux triplés : un à Minneapolis de 1952 à 1954 et un à Los Angeles de 2000 à 2002. Ils ont remporté le plus grand nombre de trophées Larry O'Brien, 9.       |
| 23    | Celtics de Boston                            | 18 | 5  | 78,3 %      | 2024            | 2024          | Remportèrent 8 titres consécutifs de 1959 à 1966. 13 de leurs 17 titres furent le trophée Walter A. Brown.                                                                                           |
| 12    | Warriors de Golden State                     | 7  | 5  | 58,3 %      | 2022            | 2022          | 2–1 en tant que Warriors de Philadelphie ; 0–2 en tant que Warriors de San Francisco ; 5–2 en tant que Warriors de Golden State                                                                      |
| 9     | 76ers de Philadelphie                        | 3  | 6  | 33,3 %      | 2001            | 1983          | 1–2 en tant que Nationals de Syracuse |
| 8     | Knicks de New York                           | 2  | 6  | 25,0 %      | 1999            | 1973          | La première équipe classée 8e de la saison régulière à atteindre les Finales NBA en 1999 |
| 7     | Pistons de Détroit                           | 3  | 4  | 42,8 %      | 2005            | 2004          | 0–2 en tant que Pistons de Fort Wayne |
| 7     | Heat de Miami                                | 3  | 4  | 42,8 %      | 2023            | 2013          | La seconde équipe classée 8e de la saison régulière à atteindre les Finales NBA en 2023 |
| 6     | Bulls de Chicago                             | 6  | 0  | 100 %       | 1998            | 1998          | Toutes avec Phil Jackson en tant qu'entraîneur et Michael Jordan et Scottie Pippen dans l'effectif, deux triplés, de 1991 à 1993 et 1996 à 1998                                                      |
| 6     | Spurs de San Antonio                         | 5  | 1  | 83,3 %      | 2014            | 2014          | Toutes avec l'entraîneur Gregg Popovich et le capitaine Tim Duncan |
| 5     | Cavaliers de Cleveland                       | 1  | 4  | 20,0 %      | 2018            | 2016          | Toutes les participations aux finales avec LeBron James. Première équipe de l'histoire de la ligue à l'emporter 4-3 en ayant été menée 3-1 en Finale NBA face aux Warriors de Golden States en 2016. |
| 5     | SuperSonics de Seattle/Oklahoma City Thunder | 2  | 3  | 40,0 %      | 2025            | 2025          | |
| 4     | Rockets de Houston                           | 2  | 2  | 50,0 %      | 1995            | 1995          | 2 titres avec Hakeem Olajuwon nommé MVP. |
| 4     | Hawks d'Atlanta                              | 1  | 3  | 25,0 %      | 1961            | 1958          | Toutes sous l'appellation Hawks de Saint-Louis |
| 4     | Wizards de Washington                        | 1  | 3  | 25,0 %      | 1979            | 1978          | 0–1 en tant que Bullets de Baltimore, 1–2 en tant que Bullets de Washington. |
| 3     | Bucks de Milwaukee                           | 2  | 1  | 66,7 %      | 2021            | 2021          | |
| 3     | Trail Blazers de Portland                    | 1  | 2  | 33,3 %      | 1992            | 1977          | |
| 3     | Mavericks de Dallas                          | 1  | 2  | 33.3 %      | 2024            | 2011          | Guidés par le MVP des finales 2011 Dirk Nowitzki et Jason Kidd, la franchise remporte son premier titre.                                                                                             |
| 3     | Suns de Phoenix                              | 0  | 3  | 0 %         | 2021            | Jamais        | |
| 2     | Nets du New Jersey                           | 0  | 2  | 0 %         | 2003            | Jamais        | L'équipe remporta deux titres ABA sous le nom de Nets de New York (1974, 1976). |
| 2     | Magic d'Orlando                              | 0  | 2  | 0 %         | 2009            | Jamais        | |
| 2     | Jazz de l'Utah                               | 0  | 2  | 0 %         | 1998            | Jamais        | |
| 2     | Pacers de l'Indiana                          | 0  | 2  | 0 %         | 2025            | Jamais        | L'équipe remporta trois titres ABA (1970, 1972, 1973). |
| 1     | Bullets de Baltimore                         | 1  | 0  | 100 %       | 1948            | 1948          | L'équipe disparut en 1954 et n'a aucun rapport avec l'actuelle franchise des Wizards de Washington.                                                                                                  |
| 1     | Sacramento Kings                             | 1  | 0  | 100 %       | 1951            | 1951          | Remportèrent le titre pour leur première participation aux Finales NBA sous la dénomination Royals de Rochester                                                                                      |
| 1     | Raptors de Toronto                           | 1  | 0  | 100 %       | 2019            | 2019          | Première équipe canadienne à remporter le titre. |
| 1     | Nuggets de Denver                            | 1  | 0  | 100 %       | 2023            | 2023          | |
| 1     | Stags de Chicago                             | 0  | 1  | 0 %         | 1947            | Jamais        | L'équipe disparut en 1950. |
| 1     | Capitols de Washington                       | 0  | 1  | 0 %         | 1949            | Jamais        | L'équipe disparut en 1951. |

### Franchises actuelles n'ayant jamais participé aux Finales NBA
(Mis à jour après la saison  2022-2023)
| Équipe                                                          | Saisons | Première saison | Notes |
| --------------------------------------------------------------- | ------- | --------------- | --- |
| Braves de Buffalo Clippers de San Diego Clippers de Los Angeles | 53      | 1970            | Débuts sous le nom de Braves de Buffalo, déménagement à San Diego en 1978, deviennent les Clippers avant de déménager à Los Angeles en 1984. |
| Hornets de la Nouvelle-Orléans Pelicans de la Nouvelle-Orléans  | 21      | 2002            | Débuts sous le nom de Hornets, passent une partie des saisons 2005-2006 et 2006-2007 à Oklahoma City (dû à l'ouragan Katrina), avant de retourner à temps plein à la Nouvelle-Orléans en 2007. Deviennent les Pelicans de La Nouvelle-Orléans en 2013. |
| Timberwolves du Minnesota                                       | 34      | 1989            | |
| Grizzlies de Vancouver Grizzlies de Memphis                     | 28      | 1995            | Débuts à Vancouver, déménagement à Memphis en 2001. |
| Bobcats de Charlotte Hornets de Charlotte                       | 33      | 1988            | En 2014, l'équipe retrouve le nom de Hornets abandonné par les Pelicans de La Nouvelle-Orléans. |

### Affrontements les plus fréquents
- 12 fois : Celtics de Boston (9 victoires) contre Lakers de Minneapolis / Lakers de Los Angeles (3 victoires)
- 6 fois : Nationals de Syracuse / 76ers de Philadelphie (1) contre Lakers de Minneapolis / Lakers de Los Angeles (5)
- 5 fois : Lakers de Minneapolis/Lakers de Los Angeles (3) contre Knicks de New York (2)
- 4 fois : Celtics de Boston (3) contre Hawks de Saint-Louis (1) (cette rencontre étant désormais impossible car ces deux franchises sont dans la même Conférence)
- 4 fois : Warriors de Golden State (3) contre Cavaliers de Cleveland (1)
- 3 fois : Pistons de Détroit (2) contre Lakers de Los Angeles (1)
- 2 fois : SuperSonics de Seattle (1) contre Bullets de Washington (1)
- 2 fois : Celtics de Boston (2) contre Rockets de Houston (0)
- 2 fois : Bulls de Chicago (2) contre Jazz de l'Utah (0)
- 2 fois : Mavericks de Dallas (1) contre Heat de Miami (1)
- 2 fois : Spurs de San Antonio (1) contre Heat de Miami (1)

## Critiques
Les Finales NBA sont souvent présentées par les officiels de la ligue et les médias américains comme le « championnat du monde », en dépit du fait que 29 équipes soient issues des États-Unis et une du Canada.